# جاسمن بول
جاسمن بول (انگلیسی: Jasmine Bull؛ زادهٔ ۱۱ اکتبر ۲۰۰۲) بازیکن فوتبال اهل اسکاتلند است که در پست هافبک برای باشگاه بریستول سیتی در سوپر لیگ زنان انگلستان بازی می‌کند.
وی در تیم ملی فوتبال زیر ۲۳ سال زنان اسکاتلند بازی کرده است.